# کارل یگر
کارل یگر (انگلیسی: Karl Jäger; ۲۰ سپتامبر ۱۸۸۸ – ۲۲ ژوئن ۱۹۵۹) یک مقام رده متوسط آلمانی متولد سوئیس در اس‌اس آلمان نازی و رهبر آینزاتس‌کماندو بود که در طول هولوکاست مرتکب اقدامات نسل‌کشی شد.
یگر نویسنده گزارشی بود که در آن اقدامات آینزاتس‌کماندو ۳، از جمله جوخه مرگ رول‌کماندو هامان، خلاصه شده‌است. در این گزارش، یگر به شکل روزانه به شرح پاکسازی ۱۳۷٬۳۴۶ قربانی می‌پردازد.